# Dès que le printemps revient

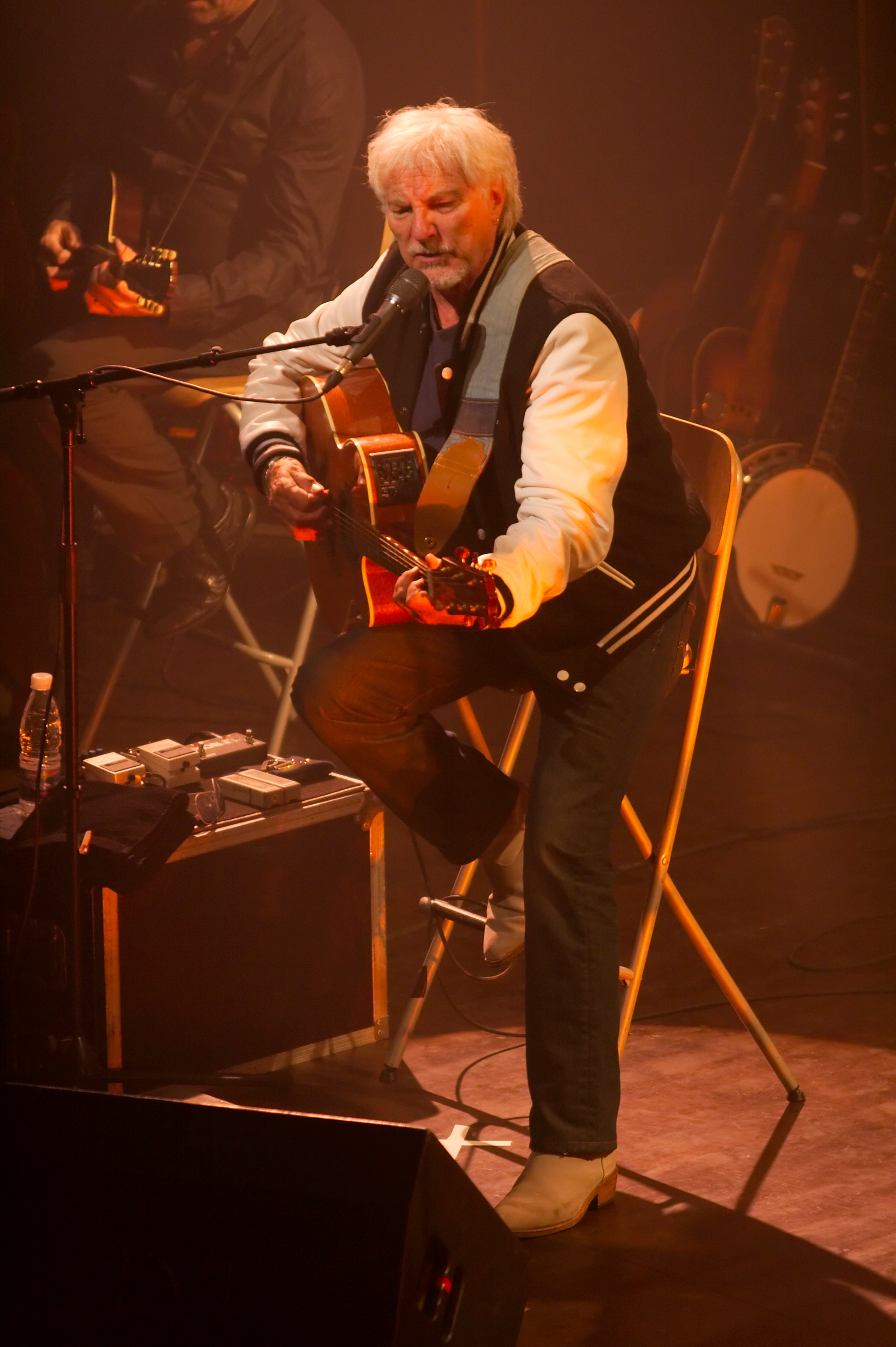

"Dès que le printemps revient" (tradução portuguesa: "Assim que a primavera regressa") foi  canção que representou o Luxemburgo no Festival Eurovisão da Canção 1964 que teve lugar em Copenhaga em 21 de março de 1964.
A canção foi interpretada em francês por Hugues Aufray. Foi a primeira canção a ser interpretada na noite do festival, antes da canção holandesa "Jij bent mijn leven", interpretada por Anneke Grönloh. A canção luxemburguesa terminou a competição em quarto lugar, tendo recebido um total de 14 pontos. No ano seguinte, o Luxemburgo fez-se repesentar com a cantora francesa France Gall que interpretou o tema "Poupée de cire, poupée de son".

## Autores
- Letrista: Jacques Plante
- Compositor:  Hugues Aufray
- Orquestrador: Jacques Denjean

## Letra
A canção é uma balada, com Aufray cantando como se sente quando a primavera começa. Ele canta que toda o mundo encontra amor nessa estação do ano, mas frequentemente esquece isso. Como na sua própria situação, ele tem esperança de encontrar amor, mas que ocasionalmente ele "quer morrer"como resultado de não o encontrar.
Curiosamente, o festival realizou-se no dia 21 de março, a primavera já havia começado  no hemisfério norte, no dia anterior.

## Versões
Aufray gravou esta canção em alemão e em castelhano e regravou a versão original em 1991.
- "Das alles geht vorbei" (alemão)
- "La primavera llegó (castelhano)
- nova versão (francês)